# جون أوكوين
جون أوكوين (بالإنجليزية: John O'Quinn)‏ هو محامي أمريكي، ولد في 4 سبتمبر 1941 في باتون روج في الولايات المتحدة، وتوفي في 29 أكتوبر 2009 في هيوستن في الولايات المتحدة.

## وصلات خارجية
- الموقع الرسمي